# Souboj Titánů (film, 1981)
Souboj Titánů je dobrodružný fantasy film Raye Harryhausena z roku 1981, jehož hlavním hrdinou je postava z řecké mytologie Perseus.

## Zápletka
Král Akrisios z Argosu uvěznil svou dceru Danaé daleko od běžných smrtelníků, kvůli věštbě, že pokud jeho dcera bude mít syna, tak král může zemřít. Když je uvězněna, svede ji bůh Zeus. Poté, co se Danaé narodí syn Perseus, Akrisios nechá oba uzavřít do dřevěné truhly a poslat po moři. Z pomsty nařídí Zeus, nejen zabít Akrisia, ale také vypustit z moře Krakena svým bratrem Poseidonem, aby zničil město Argos. Mezitím Danaé a Perseus bezpečně dopluli na ostrov Serifos.
Calibos, syn bohyně Thetis, je pohledný mladý muž předurčený k svatbě s princeznou Andromedou, dcerou královny Kassiopei s jejím bohatým městem Joppa. Ale krutý a destruktivní Calibos loví a ničí vše živé v okolí "Měsíční studny". Zabije i Diovy neposkvrněné posvátné létající koně (mimo Pegase). Jako trest za tohle a jiné prohřešky, Zeus přemění Caliba na satyra – kreaturu odsouzenou žít odděleně v bažinách. Thetis, rozzuřená ze synova osudu, slíbí, že pokud si Calibos nemůže vzít Andromedu, tak ani žádný jiný muž. Stejně se chce Diovi pomstít i na jeho synovi. Thetis přesune Persea z Serifosu do Joppy. Perseus se spřátelí s učencem a dramatikem Ammonem, který mu poví o kletbě princezny Andromedy: nemůže se vdát do té doby, pokud někdo neuhodne její hádanku. Pokud odpoví špatně, je veřejně upálen na náměstí. Vyzbrojen dary od bohů (meč, štít a helma, která ho činí neviditelným) se Perseus zmocní Pegase a sleduje ducha Andromedy na její noční výpravu, kde se dozví novou hádanku od Caliba. Poté, co se Perseus dozví hádanku, je skoro zabit Calibem, ale uprchne a ztratí svou helmu v bažinách.
Perseus se zúčastní další ceremonie na nového nápadníka, odpoví správně na otázku a získá ruku Andromedy. V chrámu bohyně Thetis zapřísahá Calibos svou matku Thetis pomstít se na Perseovi. Thetis sdělí Calibovi, že nemůže, protože je Perseus chráněn Diem, ale může se pomstít na Joppě. Na svatbě královna Kassiopeia přirovná krásu Andromedy ke kráse samotné bohyně Thetis, kterou tím rozzuří. Socha Thetis se zřítí a obživne. Vyřkne trest, že zničí Joppu, pokud nebude princezna Andromeda obětována Krakenovi za 30 dní. Perseus hledá cestu, jak porazit Krakena. Mezitím je Pegas chycen Calibem a jeho muži. Zeus pověří Athénu, aby Perseovi darovala svou vlastní sovu, Buba, jako náhradu za ztracenou helmu neviditelnosti. Jako náhradu za Buba požádá Hefaista, aby postavil repliku na pomoc Perseovi. Bubo vede Persea ke Stygijským čarodějnicím, třem slepým ženám, které mu poradí, jak porazit Krakena - použít hlavu Medúzy. Medúza byla krásná žena, která svedla Poseidona v Afroditině chrámu a byla Afroditou potrestána - Afrodita ji proměnila v nestvůru. Jediný pohled na ni změní všechno živé v kámen. Přebývá na Ostrově Zemřelých, který leží za řekou Styx, na konci podsvětí. Perseus a jeho muži se utkají s Dioskilem, dvouhlavým psem střežícím chrám Medúzy. Přemohou Dioskila a získají volnou cestu k ruinám, kde sídlí Medúza. Jeden z Perseových mužů zemře po zásahu šípem Medúzy, další zase zkamení pohledem na Medúzu. Perseus nakonec usekne hlavu Medúzy pomocí odrazu obrazu ve svém štítu, ale přijde o něj, když je potřísněn krví Medúzy, která je kyselinou. Když se vracejí se svou skupinou zpět, Calibos napadne jejich tábor, odvede jejich koně a propíchne vak s hlavou Medúzy, s pomocí její krve obživnou obrovští škorpióni. Škorpióni a Calibos zaútočí na muže. Potom, co zemře poslední z mužů, se Perseovi podaří zabít posledního škorpióna. Poté s pomocí meče zabije samotného Caliba.

Postava Medúzy na výstavě

Perseus, který ztratil mnoho času, pověří Buba, aby našel Pegase. Pegase najde v bažinách u Calibových mužů a osvobodí ho. Právě když je Andromeda obětována Krakenovi, zkouší Bubo odlákat pozornost Krakena, než přiletí Perseus na Pegasovi. Perseus se snaží otevřít vak s medúzou, ale je Krakenem shozen do moře. Bubo nalezne hlavu a přiletí ji dát Perseovi, který ji vystrčí z vaku a promění tím Krakena v kámen, který se zřítí do zátoky. Perseus odhodí hlavu do moře a osvobodí Andromedu. Pegasus vyletí z moře a vrátí se na pevninu.
Perseus a Andromeda žili šťastně a zplodili mnoho dětí. V připomínce na tento příběh se stali souhvězdími Souhvězdí Persea, Souhvězdí Andromedy, Souhvězdí Pegase a Souhvězdí Kasiopeji.

## Hrají
- Harry Hamlin – Perseus
- Maggie Smithová – Thetis
- Claire Bloomová – Hera
- Ursula Andressová – Afrodita
- Pat Roach – Héfaistos
- Judi Bowkerová – Andromeda
- Burgess Meredith – Ammon
- Siân Phillipsová – Kassiopeia
- Laurence Olivier – Zeus
- Tim Pigott-Smith – Thallo
- Jack Gwillim – Poseidon
- Neil McCarthy – Calibos
- Susan Fleetwoodová – Athéna
- Vida Taylorová – Danaé
- Robert Addie – Ares
- Ellie Nicol-Hiltonová – Aura
- Donald Houston – Akrisios z Argosu
- Flora Robsonová – Stygijská čarodějnice #1
- Anna Manahanová – Stygijská čarodějnice #2
- Freda Jacksonová – Stygijská čarodějnice #3

## Zákulisí
Speciální efekty a kreatury byly vytvořeny Rayem Harryhausenem, který využil techniku animace stop motion. Harryhausen byl také koproducentem filmu a skončil s filmováním krátce po dokončení filmu.
Navzdory podobnosti hlasu Buba a droida R2-D2 z filmu Star Wars z roku 1977, Harryhausen tvrdí, že Bubo byl vytvořen předtím, než byly Hvězdné války uvedeny.
Hvězdy Harry Hamlin a Ursula Andressová spolu začali chodit v průběhu přípravy filmu. Jejich syn Dimitrij se narodil po dokončení filmu v roce 1980. Jejich vztah skončil v roce 1982.
Scenárista filmu Beverley Cross byl ženatý s Maggie Smithovou, která hrála bohyni Thetis, do své smrti v roce 1998. Cross pracoval s producentem Charlesem H. Schneerem, předtím, když napsal scénář pro Schneerův film z roku 1963 Jáson a Argonauti.
Warner Bros. a Legendary Pictures uvedla remake filmu Souboj titánů ve 3D 15. dubna 2010.